# Bowles
Bowles is een plaats in Fresno County in Californië in de VS.

## Geografie
Bowles bevindt zich op 36°36′16″Noord, 119°45′8″West. De totale oppervlakte bedraagt 1,0 km² (0,4 mijl²) wat allemaal land is.

## Demografie
Volgens de census van 2000 bedroeg de bevolkingsdichtheid 184,9/km² (473,3/mijl²) en bedroeg het totale bevolkingsaantal 182 dat bestond uit:
- 64,29% blanken
- 0,55% zwarten of Afrikaanse Amerikanen
- 0,55% inheemse Amerikanen
- 3,85% Aziaten
- 28,02% andere
- 2,75% twee of meer rassen
- 42,86% Spaans of Latino

Er waren 35 gezinnen en 29 families in Bowles. De gemiddelde gezinsgrootte bedroeg 3,66.

## Plaatsen in de nabije omgeving
De onderstaande figuur toont nabijgelegen plaatsen in een straal van 16 km rond Bowles.